# CASC4
CASC4 (англ. Cancer susceptibility 4) – білок, який кодується однойменним геном, розташованим у людей на 15-й хромосомі. Довжина поліпептидного ланцюга білка становить 433 амінокислот, а молекулярна маса — 48 864.
| 10         |  | 20         |  | 30         |  | 40         |  | 50         |
| ---------- |  | ---------- |  | ---------- |  | ---------- |  | ---------- |
| MVGFGANRRA |  | GRLPSLVLVV |  | LLVVIVVLAF |  | NYWSISSRHV |  | LLQEEVAELQ |
| GQVQRTEVAR |  | GRLEKRNSDL |  | LLLVDTHKKQ |  | IDQKEADYGR |  | LSSRLQAREG |
| LGKRCEDDKV |  | KLQNNISYQM |  | ADIHHLKEQL |  | AELRQEFLRQ |  | EDQLQDYRKN |
| NTYLVKRLEY |  | ESFQCGQQMK |  | ELRAQHEENI |  | KKLADQFLEE |  | QKQETQKIQS |
| NDGKELDINN |  | QVVPKNIPKV |  | AENVADKNEE |  | PSSNHIPHGK |  | EQIKRGGDAG |
| MPGIEENDLA |  | KVDDLPPALR |  | KPPISVSQHE |  | SHQAISHLPT |  | GQPLSPNMPP |
| DSHINHNGNP |  | GTSKQNPSSP |  | LQRLIPGSNL |  | DSEPRIQTDI |  | LKQATKDRVS |
| DFHKLKQSRF |  | FDENESPVDP |  | QHGSKLADYN |  | GDDGNVGEYE |  | ADKQAELAYN |
| EEEDGDGGEE |  | DVQGERGPGL |  | HAITMKPTSK |  | FFG        |  |            |

A: Аланін

C: Цистеїн

D: Аспарагінова кислота

E: Глутамінова кислота

F: Фенілаланін

G: Гліцин

H: Гістидин

I: Ізолейцин

K: Лізин

L: Лейцин

M: Метіонін

N: Аспарагін

P: Пролін

Q: Глутамін

R: Аргінін

S: Серин

T: Треонін

V: Валін

W: Триптофан

Кодований геном білок за функцією належить до фосфопротеїнів. 
Задіяний у таких біологічних процесах, як ацетилювання, альтернативний сплайсинг. 
Локалізований у мембрані.